# USS Gillespie (DD-609)
DD 609 Gillespie (Корабль соединённых штатов Гиллиспи) — американский эсминец типа Benson.
Заложен на верфи Bethlehem Steel, San Francisco 16 июня 1941 года. Заводской номер: 5372. Спущен 8 мая 1942 года, вступил в строй 18 сентября 1942 года.
Выведен в резерв 17 апреля 1946 года. Из ВМС США исключён 1 июля 1971 года.
16 июля 1973 года потоплен как цель близ побережья Пуэрто-Рико.